# Termodinamica de neechilibru
Termodinamica de neechilibru este un domeniu al termodinamicii care abordează sistemele termodinamice care nu se află în echilibru termodinamic. Multe sisteme naturale nu se află în starea de echilibru termodinamic. Termodinamica de neechilibru are ca obiectiv tratarea din punct de vedere macroscopic a fenomenelor ireversibile, de exemplu transmiterea căldurii și difuzia.
Unul dintre principalii contribuitori ai domeniului a fost Lars Onsager care a primit premiul Nobel în 1968 pentru dezvoltarea teoretică a acestui domeniu.